# Wiehalm
Wiehalm ist eine Ortschaft und eine Katastralgemeinde der Gemeinde Martinsberg im Bezirk Zwettl in Niederösterreich.

## Geschichte
Laut Adressbuch von Österreich waren im Jahr 1938 in Wiehalm mehrere Landwirte ansässig.

## Siedlungsentwicklung
Zum Jahreswechsel 1979/1980 befanden sich in der Katastralgemeinde Wiehalm insgesamt 8 Bauflächen mit 4.143 m² und 3 Gärten auf 249 m², 1989/1990 gab es 11 Bauflächen. 1999/2000 war die Zahl der Bauflächen auf 24 angewachsen und 2009/2010 bestanden 16 Gebäude auf 26 Bauflächen.

## Bodennutzung
Die Katastralgemeinde ist landwirtschaftlich geprägt. 69 Hektar wurden zum Jahreswechsel 1979/1980 landwirtschaftlich genutzt und 11 Hektar waren forstwirtschaftlich geführte Waldflächen. 1999/2000 wurde auf 68 Hektar Landwirtschaft betrieben und 12 Hektar waren als forstwirtschaftlich genutzte Flächen ausgewiesen. Ende 2018 waren 68 Hektar als landwirtschaftliche Flächen genutzt und Forstwirtschaft wurde auf 12 Hektar betrieben. Die durchschnittliche Bodenklimazahl von Wiehalm beträgt 24,2 (Stand 2010).

## Persönlichkeiten
- Erich Farthofer (* 1951), Bundesbahnbediensteter, Mitglied des Bundesrates, Abgeordneter zum Europäischen Parlament und Abgeordneter zum Landtag